# Pierre Petit
Pierre Petit (15. srpna 1832, Aups, Provence – 16. února 1909, Paříž) byl francouzský litograf a portrétní fotograf.

## Život a dílo
Umění fotografie se naučil v Paříž od André-Adolphe-Eugène Disdériho (1819–1889), když byl pracoval v jeho dílně s dalšími 77 zaměstnanci. V roce 1858 si otevřel vlastní fotografický ateliér.
Svůj ateliér založil v Paříži v roce 1858, později otevřel také studio v Baden-Badenu a další v Marseille. V roce 1859 začal ambiciózní projekt Galerie des hommes du jour, který se skládal z portrétů osobností z centra tehdejší kultury a politiky s biografiemi. Tyto práce zahájily jeho slávu.
V roce 1862 se stal fotografem biskupů a církevních řádů, udělal sérii portrétů duchovních z celé Francie.
Byl oficiálním fotografem Světové výstavy 1867 v Paříži, kde pořídil 12 000 snímků.
V roce 1875 se přidal k Francouzské fotografické společnosti a stal se oficiálním fotografem několika institucí, včetně Fakulty medicíny. V zoologické zahradě Jardin d'acclimatation fotografoval zástupce různých kmenů, které pak byly vystaveny.
V roce 1871 v roce 1884 získal mandát francouzského státu sledovat výstavbu Sochy Svobody v pařížské dílně před jejím transportem do New Yorku. Dokumentoval sochu hlavy vystavenou na mezinárodní výstavě v roce 1878.
V roce 1898 se pokoušel o podvodní fotografii.

## Galerie

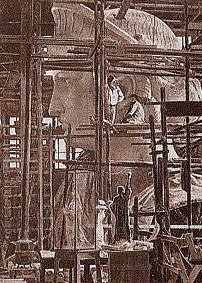
Stavba Sochy Svobody
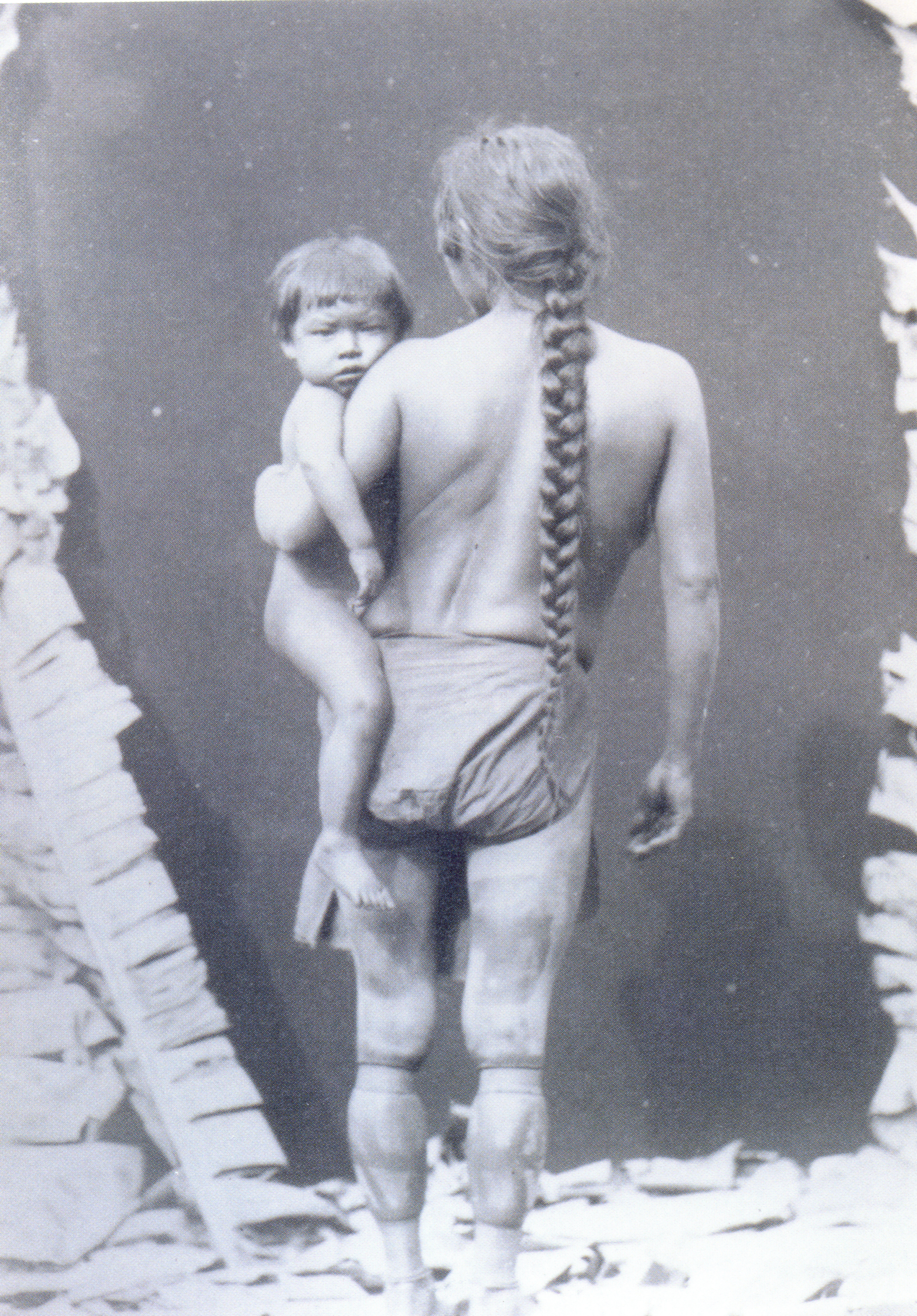
Kalina se synem
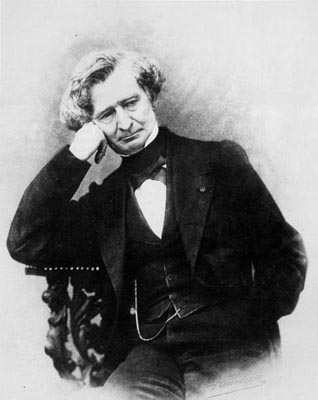
Hector Berlioz
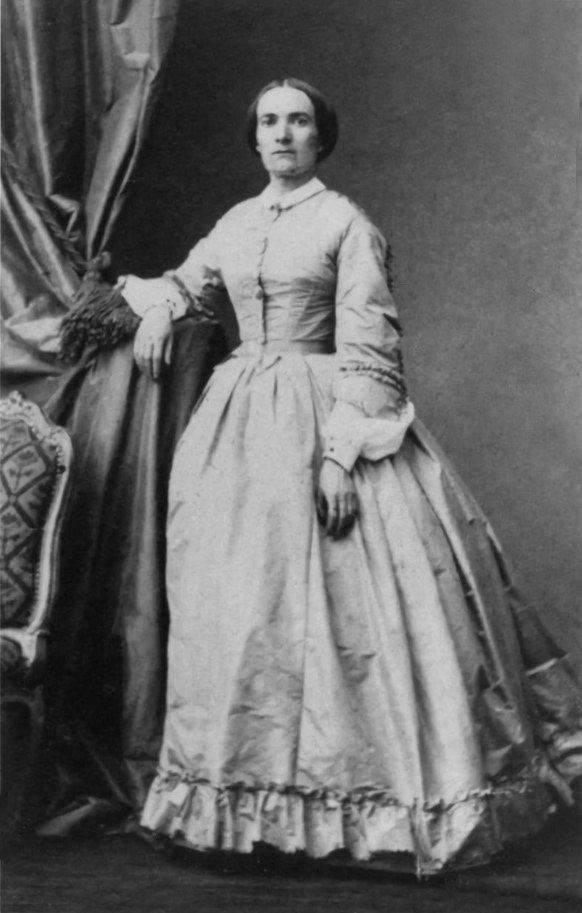
Julie-Victoire Daubié
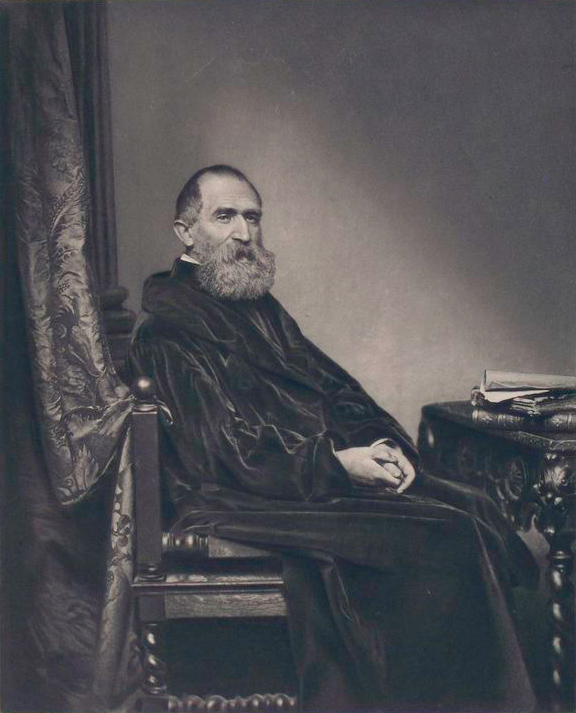
Berthold Damcke (1812–1875)